# 1968. Szczęśliwego Nowego Roku
1968. Szczęśliwego Nowego Roku – fabularny film polityczny w reżyserii Jacka Bromskiego z 1992 roku, koprodukcja polsko–belgijsko–brytyjska.

## Akcja filmu
Akcja filmu osnuta jest wokół wydarzeń Marca 1968.
Młoda dziewczyna, Agnieszka Bergman (Jolanta Jackowska) jest córką Jerzego, sekretarza KC (Krzysztof Kolberger). Spędza Sylwestra w górach z przyjaciółmi, tam odwiedza ją ojciec i wdaje się w dyskusję z młodymi ludźmi. Wygląda na to, że sytuacja polityczna w Polsce nie podoba im się.
Wkrótce przez Polskę przechodzi fala strajków, w tym demonstracje marcowe, do których przyłączają się Agnieszka i jej chłopak Piotr (Tomasz Kozłowicz).
Gdy wychodzi na jaw, że córka sekretarza KC brała udział w strajku, jej ojciec zostaje zdymisjonowany.
Piotr zostaje zmuszony przez władze do wyemigrowania z Polski. Agnieszka postanawia opuścić ojczyznę wraz z nim.

## Obsada

### Role główne
- Krzysztof Kolberger − Jerzy Bergman
- Piotr Machalica − Henryk Kowalczyk
- Jolanta Jackowska − Agnieszka Bergman
- Tomasz Kozłowicz − Piotr
- Maria Chwalibóg − Matka Piotra
- Władysław Kowalski − Bolesław Szokalski
- Piotr Warszawski − Jacek Trawiński
- Anna Chodakowska − Alicja Bergman

### Dalsze role
- Krzysztof Kowalewski − Szef Komisji Wojskowej
- Radosław Pazura − Rafał
- Bartosz Opania − Jarek
- Eugeniusz Kamiński − generał Łabuz
- Tomasz Zaliwski − pułkownik Świątek
- Joanna Kasperska − sekretarka Bergmana
- Paweł Nowisz − Władysław Gomułka
- Andrzej Blumenfeld − major
- Grzegorz Warchoł − Rubieszewski
- Paweł Wilczak − Marek Włodarczak
- Aleksandra Koncewicz − Celina
- Andrzej Chichłowski − Tajniak
- Eugeniusz Robaczewski − Owsiany
- Janusz Bukowski − Świergot
- Jerzy Tkaczyk − Towarzysz
- Justyna Sieńczyłło − Malarka
- Maciej Ćwik − Student ASP
- Cezary Pazura − Milicjant
- Kazimierz Wysota − Milicjant
- Bogusław Parchimowicz − Tajniak
- Stanisław Brudny − Lekarz wojskowy
- Teresa Gniewkowska-Ejmont − Sąsiadka
- Tadeusz Hanusek − Sąsiad
- Henryk Łapiński − Prorektor
- Izabela Orkisz − Urzędniczka na poczcie
- Ryszard Radwański − Tajniak
- Andrzej Słabiak − Tajniak
- Zbigniew Gawroński − Rybak

## Informacje dodatkowe
- Z filmem związany jest serial Jacka Bromskiego Kuchnia polska.
- W filmie tym Jolanta Jackowska, Radosław Pazura i Bartosz Opania zadebiutowali na dużym ekranie.